# Onmenselijk
Onmenselijk is een stripalbum van striptekenaar Thibaud de Rochebrune en de schrijvers
Denis Bajram en Valérie Mangin. Het album verscheen in 2021 bij uitgeverij Daedalus als soft- en hardcover. 

## Verhaal
In Onmenselijk zijn Malika en de kunstmens Elles de twee hoofdpersonen. Zij maken deel uit van een vijftal ruimtereizigers die in de problemen komen als zij op verkenningsmissie een onbekende planeet naderen. Hun ruimteschip stort neer op de planeet en loopt vol water als deze in de zee belandt. Ze ontvangen hulp van enorme grote octopusachtige zeedieren die hen naar het oppervlak brengen. De octopussen begeleiden ze helemaal naar het enige eiland dat zich op de planeet bevindt, waar ze opgevangen worden door mensen. Het blijkt een primitief, welwillende volk te zijn dat er kannibalistische rituelen op na houdt. Al spoedig komen de drenkelingen erachter dat het volk weinig initiatief vertoont en zich passief en onderdanig gedraagt. De inlanders verwachten dat de nieuwkomers zich net als zij naar de wil van "het Grote Alles" buigen, een mysterieuze godheid. Als ze besluiten het ondergrondse, vulkanische deel van het eiland te onderzoeken, ontdekken ze dat er een boven- en een onderwereld is en dat bewoners hier hetzelfde gedrag vertonen als bovengronds. 

### Gelaagde vertelling
Onmenselijk kent een dubbele laag. Naast het avontuurlijke verhaal van de ruimtereizigers klinkt er ook een waarschuwing door dat het veel moeite en pijn kost om een dwangmatige totalitaire wereld te verruilen voor vrijheid. Deze wereld is niet perfect, maar ook in de vrije wereld liggen wreedheden en intolerantie op de loer.